# Africadesha
Africadesha är ett släkte av steklar. Africadesha ingår i familjen bracksteklar.
Kladogram enligt Catalogue of Life:
| Africadesha | \| \| Africadesha tobiasi \| \| \| \| \| \| Africadesha usherwoodi \| \| \| \| |
|             | \| \| Africadesha tobiasi \| \| \| \| \| \| Africadesha usherwoodi \| \| \| \| |
|             | Africadesha tobiasi                                                            |
|             |                                                                                |
|             | Africadesha usherwoodi                                                         |
|             |                                                                                |